# 迪納斯泰申 (內華達州)
迪納斯泰申（英語：Dinner Station）是位於美國內華達州埃爾科縣的鬼鎮。

## 地理
迪納斯泰申所處的海拔為高於海平面1817米（即5962英呎），而該地所採用的時區為UTC-8，即太平洋时区（PST）。同時該地設有夏令時間，為UTC-8調快一小時，即UTC-7（PDT）。